# Peter Schousboe
Peter (ou Peder) Kofod Anker (ou Ancher) Schousboe est un botaniste danois né en 1766 à Rønne et mort en 1832 à Tanger (Maroc).

## Éléments biographiques
Schousboe est l'un des premiers botanistes européens à s'être intéressé à la flore marocaine e et en particulier à l'arganeraie. Il a monté et conduit une expédition botanique en Espagne et au Maroc de 1791 à 1793.
Il a été consul général de Tanger dans les années 1800.
Les récoltes d'algues qu'il a effectuées au Maroc et dans la Méditerranée ont été étudiées par Édouard Bornet.
Il est l'auteur d’Observations sur le règne végétal au Maroc, publié en danois-latin à Copenhague, et réédité à Paris en français-latin, augmenté de la synonymie, en 1874. On lui doit notamment la description de Salvia interrupta.

## Éponymie
Le genre  Schousboea (Combretaceae), nommé en son honneur par Carl Ludwig von Willdenow en 1799, a été depuis lors mis en synonymie avec le genre Combretum.